# Tatiane da Silva
Tatiane Raquel da Silva (* 10. Juni 1990 in Londrina) ist eine brasilianische Leichtathletin, die sich auf den Hindernislauf fokussiert. Seit 2022 ist sie Inhaberin des Kontinentalrekordes über 3000 m Hindernis und siegte bisher dreimal bei den Südamerikameisterschaften.

## Sportliche Laufbahn
Erste internationale Erfahrungen sammelte Tatiane da Silva im Jahr 2004, als sie bei den Jugendsüdamerikameisterschaften in Guayaquil in 7:08,5 min die Bronzemedaille im 2000-Meter-Hindernislauf gewann. Zwei Jahre später siegte sie dann in 6:57,7 min bei den Jugendsüdamerikameister in Caracas. 2007 belegte sie bei den Juniorensüdamerikameisterschaften in São Paulo in 11:57,93 min den fünften Platz über 3000 m Hindernis und anschließend wurde sie bei den Panamerikanischen-Juniorenmeisterschaften ebendort in 10:52,11 min Vierte. 2009 gewann sie dann bei den Juniorensüdamerikameisterschaften in São Paulo in 11:31,94 min die Bronzemedaille und 2012 gewann sie bei den U23-Südamerikameisterschaften ebendort in 10:45,08 min die Bronzemedaille hinter den Peruanerinnen Zulema Arenas und Yony Ninahuamán.
2014 belegte sie bei den Ibero-Amerikanischen Meisterschaften in São Paulo in 2:07,61 min den sechsten Platz im 800-Meter-Lauf und erreichte im Hindernislauf nach 10:17,00 min ebenfalls Rang sechs. Im Jahr darauf gewann sie bei den Südamerikameisterschaften in Lima in 9:56,8 min die Silbermedaille über 3000 m Hindernis hinter der Kolumbianerin Muriel Coneo und anschließend nahm sie an den Panamerikanischen Spielen in Toronto teil und wurde dort in 10:10,73 min Sechste. 2016 gewann sie dann bei den Ibero-Amerikanischen Meisterschaften in Rio de Janeiro in 9:46,86 min die Silbermedaille hinter der Argentinierin Belén Casetta. 2017 gewann sie bei den Südamerikameisterschaften in Luque in 10:34,23 min die Bronzemedaille hinter Casetta und der Peruanerin Zulema Arenas. Anschließend startete sie bei der Sommer-Universiade in Taipeh und klassierte sich dort mit 10:22,21 min auf dem neunten Platz. Im Jahr darauf siegte sie in 9:48,40 min im Hindernislauf bei den Ibero-Amerikanischen Meisterschaften in Trujillo und gewann in 9:18,39 min die Silbermedaille im 3000-Meter-Lauf hinter der Uruguayerin María Pía Fernández.
2019 siegte sie in 9:45,89 min erstmals bei den Südamerikameisterschaften in Lima und wurde anschließend bei den Panamerikanischen Spielen ebendort in 9:56,19 min Vierte. 2020 siegte sie in 10:05,03 min beim Grande Prêmio Brasil Caixa und im Jahr darauf verteidigte sie bei den Südamerikameisterschaften in Guayaquil in 9:38,71 min ihren Titel. Im August startete sie dann bei den Olympischen Sommerspielen in Tokio und schied dort mit neuem Landesrekord von 9:36,43 min in der Vorrunde aus. Im Jahr darauf gewann sie bei den Ibero-Amerikanischen Meisterschaften in La Nucia in 9:42,06 min die Bronzemedaille hinter der Argentinierin Belén Casetta und Irene Sánchez-Escribano aus Spanien und anschließend schied sie bei den Weltmeisterschaften in Eugene mit 9:26,25 min im Vorlauf aus. 2023 siegte sie in 9:38,27 min beim Meeting Jaen Paraiso Interior sowie in 9:24,75 min bei der Hungarian GP Series – Budapest. Ende Juli siegte sie in 9:55,73 min bei den Südamerikameisterschaften in São Paulo, ehe sie bei den Weltmeisterschaften in Budapest mit 9:55,73 min im Vorlauf ausschied. Im November gewann sie dann bei den Panamerikanischen Spielen in Santiago de Chile in 9:41,29 min die Bronzemedaille hinter der Argentinierin Casetta und Alycia Butterworth aus Kanada. Im Jahr darauf siegte sie in 9:46,25 min bei den Ibero-Amerikanischen Meisterschaften in Cuiabá und kam im August bei den Olympischen Sommerspielen in Paris mit 9:33,96 min nicht über den Vorlauf hinaus.
2025 siegte sie bei den Südamerikameisterschaften in Mar del Plata in 9:40,07 min zum vierten Mal in Folge über 3000 m Hindernis und belegte in 16:26,12 min den siebten Platz über 5000 Meter.
In den Jahren 2012 und von 2017 bis 2024 wurde da Silva brasilianische Meisterin im 3000-Meter-Hindernislauf sowie von 2019 bis 2022 auch über 1500 Meter und 2018 und 2024 im 5000-Meter-Lauf.

## Persönliche Bestleistungen
- 800 Meter: 2:06,81 min, 7. Mai 2014 in Uberlandia
- 1500 Meter: 4:13,38 min, 25. Juni 2022 in Rio de Janeiro
- 3000 Meter: 9:18,39 min, 26. August 2018 in Trujillo
- 5000 Meter: 15:53,72 min, 14. April 2017 in Torrance
- 2000 m Hindernis: 6:01,47 min, 18. Juni 2023 in Posen (südamerikanische Bestleistung)
- 3000 m Hindernis: 9:24,38 min, 11. Juni 2022 Watford (Südamerikarekord)